# جيمي كلوف
جيمي كلوف (بالإنجليزية: Jimmy Clough)‏ (30 أغسطس 1918 في المملكة المتحدة - 1998 في المملكة المتحدة) هو لاعب كرة قدم بريطاني (وحمل سابقاً جنسية المملكة المتحدة لبريطانيا العظمى وأيرلندا) في مركز الهجوم. لعب مع كريستال بالاس ونادي ساوثبورت ونادي ساوثيند يونايتد ونادي بليث سبارتانز ونادي بارو.